# Campioni italiani assoluti di atletica leggera - 400 metri ostacoli femminili
Questa pagina raccoglie un elenco di tutte le campionesse italiane dell'atletica leggera nei 400 metri ostacoli, introdotti nel programma dei campionati italiani assoluti di atletica leggera femminili a partire dal 1977 e ancora oggi presenti.

## Albo d'oro
| Anno | Atleta (società)                                        | Prestazione |
| ---- | ------------------------------------------------------- | ----------- |
| 1977 | Giuseppina Cirulli CUS Roma                             | 60"11       |
| 1978 | Giuseppina Cirulli CUS Roma                             | 59"88       |
| 1979 | Giuseppina Cirulli CUS Roma                             | 59,27       |
| 1980 | Giuseppina Cirulli CUS Roma                             | 60"48       |
| 1981 | Giuseppina Cirulli CUS Roma                             | 58"35       |
| 1982 | Giuseppina Cirulli CUS Roma                             | 57"63       |
| 1983 | Giuseppina Cirulli CUS Roma                             | 57"18       |
| 1984 | Giuseppina Cirulli CUS Roma                             | 58"23       |
| 1985 | Giuseppina Cirulli CUS Roma                             | 56"97       |
| 1986 | Giuseppina Cirulli CUS Roma                             | 57"80       |
| 1987 | Irmgard Trojer SSV Bruneck Volksbank                    | 56"82       |
| 1988 | Irmgard Trojer SSV Bruneck Volksbank                    | 56"44       |
| 1989 | Irmgard Trojer SSV Bruneck Volksbank                    | 56"96       |
| 1990 | Irmgard Trojer SSV Bruneck                              | 56"93       |
| 1991 | Irmgard Trojer SSV Bruneck                              | 55"62       |
| 1992 | Irmgard Trojer SSV Bruneck                              | 56"09       |
| 1993 | Elena Zamperioli PAF Verona                             | 57"96       |
| 1994 | Virna De Angeli Ginnastica Comense 1872                 | 56"79       |
| 1995 | Virna De Angeli Ginnastica Comense 1872                 | 57"71       |
| 1996 | Carla Barbarino Snam                                    | 57"14       |
| 1997 | Carla Barbarino Snam                                    | 56"66       |
| 1998 | Monika Niederstätter Sportverein Lana Raika             | 56"50       |
| 1999 | Monika Niederstätter Sportverein Lana Raika             | 56"40       |
| 2000 | Monika Niederstätter Gruppo Sportivo Forestale          | 56"72       |
| 2001 | Monika Niederstätter Gruppo Sportivo Forestale          | 56"21       |
| 2002 | Monika Niederstätter Gruppo Sportivo Forestale          | 56"61       |
| 2003 | Monika Niederstätter Gruppo Sportivo Forestale          | 55"41       |
| 2004 | Benedetta Ceccarelli Fondiaria SAI Atletica             | 55"30       |
| 2005 | Benedetta Ceccarelli Fondiaria SAI Atletica             | 55"66       |
| 2006 | Benedetta Ceccarelli Centro Sportivo Carabinieri        | 57"75       |
| 2007 | Benedetta Ceccarelli Centro Sportivo Carabinieri        | 56"59       |
| 2008 | Benedetta Ceccarelli Centro Sportivo Carabinieri        | 56"88       |
| 2009 | Benedetta Ceccarelli Centro Sportivo Carabinieri        | 56"81       |
| 2010 | Manuela Gentili CUS Palermo                             | 55"78       |
| 2011 | Manuela Gentili CUS Palermo                             | 56"69       |
| 2012 | Manuela Gentili CUS Palermo                             | 55"87       |
| 2013 | Yadisleidy Pedroso CUS Pisa Atletica Cascina            | 55"26       |
| 2014 | Yadisleidy Pedroso Centro Sportivo Aeronautica Militare | 55"84       |
| 2015 | Yadisleidy Pedroso Centro Sportivo Aeronautica Militare | 55"96       |
| 2016 | Ayomide Folorunso Gruppo Sportivo Fiamme Oro            | 55"54       |
| 2017 | Yadisleidy Pedroso Centro Sportivo Aeronautica Militare | 55"09       |
| 2018 | Yadisleidy Pedroso Centro Sportivo Aeronautica Militare | 55"62       |
| 2019 | Ayomide Folorunso Gruppo Sportivo Fiamme Oro            | 56"40       |
| 2020 | Ayomide Folorunso Gruppo Sportivo Fiamme Oro            | 56"47       |
| 2021 | Eleonora Marchiando Atletica Sandro Calvesi             | 55"16       |
| 2022 | Ayomide Folorunso Gruppo Sportivo Fiamme Oro            | 54"60       |
| 2023 | Ayomide Folorunso Gruppo Sportivo Fiamme Oro            | 54"22       |
| 2024 | Alice Muraro Centro Sportivo Aeronautica Militare       | 55"13       |
| 2025 | Alice Muraro Centro Sportivo Aeronautica Militare       | 54"57       |